# Craseomys regulus
Craseomys regulus є видом полівок, ендемічним для Корейського півострова. Він живе під землею в норі, вириваючись вночі, щоб харчуватися травою, насінням та іншою рослинністю.

## Опис
Довжина голови і тулуба цієї полівки становить близько 110 мм, а хвіст — від 42 до 51 мм. Доросла полівка важить від 23 до 39 г. Вуха великі й укриті короткою шерстю, а волосся на тілі тонке і м'яке. Волосяний покрив зверху червонувато-коричневий, боки сірувато-коричневі, а нижня частина вохристо-коричнева. Хвіст двоколірний, темний зверху і блідий знизу. Окрім невкорінених молярів, її можна відрізнити від Craseomys rufocanus за червонішою спиною, більш пухким (а не сірим) нижньою частиною та довшим хвостом.

## Розповсюдження
Craseomys regulus є ендеміком Корейського півострова. Його ареал охоплює всі південні частини півострова аж до південного та західного країв плато Каема, де він поступається місцем Craseomys rufocanus. У північно-східній частині Північної Кореї його немає. Він займає низку середовищ існування, включаючи гірські ліси, бамбукові ліси, вкриті чагарником схили пагорбів, скелясті схили, нерівні луки, оброблені землі та береги річок.

## Екологія
Цей вид веде переважно нічний спосіб життя і є травоїдним, шукає рослинний матеріал, включаючи трави та насіння. Він живе під землею у великій і глибокій системі тунелів, які він викопує. Це включає комору для зберігання їжі та камеру гніздування, вистелену травою, але не вигрібну камеру. Це соціальний вид, який подає сигнали тривоги, щоб попередити інших про небезпеку. З хижаків — лисиці, куниці, ласки, єноти, сови, хижі птахи та змії. Розмноження відбувається від трьох до п'яти разів на рік, причому три або чотири дитинчати народжуються після періоду вагітності тривалістю 23 дні.